# James S. Levine
James Scott Levine (1974) is een Amerikaans filmcomponist.

## Biografie
Levine componeerde zijn muziek onder meer in de muziek-opnamestudio Remote Control Productions (voorheen: Media Ventures) in Santa Monica (Californië). Als additioneel componist schreef hij voor de filmmuziek projecten van Hans Zimmer mee aan de films Pearl Harbor (2001) en Madagascar (2005). Hij speelde ook in de film Pirates of the Caribbean: Dead Man's Chest (2006) als een muzikant. 
Levine is vooral bekend met het componeren van muziek voor televisieseries zoals The Closer, Glee en American Horror Story. Levine heeft op heden twaalf prijzen gewonnen, waarvan onder meer zeven ASCAP Awards (American Society of Composers, Authors and Publishers).

## Filmografie
| Jaar | Titel                 | Opmerkingen      |
| ---- | --------------------- | ---------------- |
| 1999 | A little Inside       |                  |
| 2001 | Siren                 |                  |
| 2003 | The In-Laws           | met Klaus Badelt |
| 2005 | The Weather Man       | met Hans Zimmer  |
| 2006 | Running with Scissors |                  |
| 2007 | Delta Farce           |                  |
| 2008 | Otis                  |                  |
| 2017 | Billy Boy             |                  |

## Overige producties

### Computerspellen
| Jaar | Titel                                                        | Opmerkingen                       |
| ---- | ------------------------------------------------------------ | --------------------------------- |
| 2020 | SpongeBob SquarePants: Battle for Bikini Bottom – Rehydrated | met Robert Crew en Alex Wilkinson |

### Televisiefilms
| Jaar | Titel                     | Opmerkingen      |
| ---- | ------------------------- | ---------------- |
| 2003 | The Callenge              |                  |
| 2005 | More Sex & the Single Mon |                  |
| 2017 | A Midsummer's Nightmare   | met James Dooley |

### Televisieseries
| Jaar | Titel                 | Opmerkingen                     |
| ---- | --------------------- | ------------------------------- |
| 2001 | What About Joan       | titelmuziek, 2001-2002          |
| 2003 | Nip/Tuck              | 2003-2010                       |
| 2005 | The Closer            | 2005-2012                       |
| 2006 | 3 Ibs.                |                                 |
| 2007 | Damages               | 2007-2012                       |
| 2008 | Raising the Bar       | 2008-2009                       |
| 2009 | NCIS: Los Angeles     | 2009-2010, met Jay Ferguson     |
| 2009 | Royal Pains           | 2009-2016                       |
| 2009 | Glee                  | 2009-2014                       |
| 2010 | Rizzoli & Isles       | 2010-2016                       |
| 2011 | American Horror Story | 2011-2014                       |
| 2012 | Major Crimes          | 2012-2018                       |
| 2012 | The New Normal        | 2012-2013                       |
| 2013 | Do No Harm            | met Chris Alan Lee              |
| 2013 | The Blacklist         |                                 |
| 2013 | Ironside              | met Josh Klein                  |
| 2014 | The Last Ship         | 2014-2018                       |
| 2016 | Bloodline             |                                 |
| 2016 | Star                  | 2016-2018                       |
| 2018 | Instinct              | 2018-2019                       |
| 2019 | Chambers              |                                 |
| 2019 | Soundtrack            | met Andrew McMahon en Zac Clark |
| 2020 | For Life              | met Dustin O'Halloran           |
| 2020 | Katy Keene            |                                 |
| 2021 | La Brea               |                                 |
| 2021 | Ordinary Joe          | 2021-heden                      |

### Korte films
| Jaar | Titel                          | Opmerkingen |
| ---- | ------------------------------ | ----------- |
| 2001 | About Barbers                  |             |
| 2003 | Jimmy Neutron's Nicktoon Blast |             |
| 2006 | American Storage               |             |
| 2018 | Tea with Alice                 |             |
| 2019 | Blind Sight                    |             |

## Prijzen en nominaties

### Emmy Awards
| Jaar | Titel                 | Categorie | Uitslag     |
| ---- | --------------------- | --- | ----------- |
| 2014 | American Horror Story | Beste muziek compositie voor een miniserie, film of een Special (originele dramatische achtergrondmuziek), voor aflevering: "The Seven Wonders" | Genomineerd |